# The Sons of Two Suns
The Sons of Two Suns là một bộ phim ngắn khoa học viễn tưởng về hậu tận thế của UAE do S. A. Zaidi đạo diễn và Ghanem Ghubash sản xuất, đây được coi là bộ phim khoa học viễn tưởng đầu tiên của Các Tiểu vương quốc Ả Rập Thống nhất.

## Mở đầu
Phim mở đầu bằng khung cảnh ngày tận thế, với sự hiện diện của ba người bạn đang cố gắng đấu tranh để tìm cách sinh tồn ở Dubai. Họ phải đi kiếm nơi trú ẩn trong một thành phố vắng vẻ bị tới hai Mặt Trời ló dạng ở đường chân trời tàn phá nặng nề.

## Sản xuất
Bộ phim được quay hoàn toàn ngoài trời trong những tháng mùa hè cao điểm ở Dubai hòng đạt tới hiệu ứng mong muốn do ánh sáng Mặt Trời tự nhiên và nhiệt độ khắc nghiệt trong thành phố tạo ra nơi đây. Một số thành viên trong êkíp làm phim đã phải nhập viện do mắc chứng say nắng.

## Phát hành
Đoạn trailer phim được công chiếu tại lễ hội Middle East Film and Comic Con Dubai. Bộ phim được phát hành tại Liên hoan phim vùng Vịnh và có buổi ra mắt tại Mỹ trong Liên hoan phim Khoa học viễn tưởng Boston.

## Đón nhận
io9 từng nhắc đến ″Phim ngắn "Sons of Two Suns" đang được coi là bộ phim khoa học viễn tưởng đầu tiên của UAE. Nói về một thành phố đang chết dần vì nắng nóng và bạn không thể yêu cầu cảnh quan nào đẹp hơn Dubai dùng để quay phim.″ Tạp chí Vice nhận thấy "Bộ phim khoa học viễn tưởng đầu tiên của Dubai là một lời nhắc nhở rằng bản thân thành phố này không thực sự là khoa học viễn tưởng, giờ đây thành phố đã sản xuất được bộ phim khoa học viễn tưởng của riêng mình, viễn cảnh hậu tận thế bất ngờ về một thành phố bị chia cắt bởi sự tiếp cận của hai mặt trời.″ Virgin.com cho biết "bộ phim ngập tràn trong đống bộ lọc ống kính màu vàng nặng nề khi chúng ta kinh ngạc nhìn vào sự suy tàn của Dubai. Dù không phải tất cả đều mang sắc màu vui tươi, phim nhắm vào ba người sống sót và cho chúng ta một cái nhìn khắc nghiệt, từ góc độ Dubai, để xem mọi chuyện diễn ra như thế nào!″.